# Cerro Campito
El cerro Campito (en inglés: Campito Hill) es una elevación de unos 210 m s. n. m. ubicada cerca de la punta Federal al oeste de la bahía Ajax en la bahía San Carlos frente al asentamiento de San Carlos, en la costa oeste de la isla Soledad, en las Islas Malvinas. Durante la guerra de las Malvinas la zona fue uno de los lugares del desembarco británico y donde ocurrieron combates con las fuerzas argentinas, habiendo un monumento en la actualidad. En la zona hay una pequeña granja y al sureste se encuentran las montañas Sussex. Es uno de los tantos topónimos en idioma español en la isla y está relacionado con la palabra Camp.